# Саша Петровић
Александар Саша Петровић (Сарајево, 2. јануар 1962 — Сарајево, 27. јануар 2023) био је српски и босанскохерцеговачки глумац.

## Биографија
На филму је дебитовао с 23 године, у краткометражном филму Солиста и бетон, у режији Стјепана Заниновића. Године 1983. уписао је глуму на Академији сценских умјетности, али је дипломирао тек 2006. године. Постао је познат средином 1980-их по улози Чабаравдића у сарајевској представи Аудиција. Регионалну популарност стекао је улогом Чакија у филмском серијалу Хајде да се волимо. 
Прву главну филмску улогу остварио је 2007. у остварењу Тешко је бити фин, у ком је глумио сарајевског таксисту Фуда. За ову ролу добио је награду Срце Сарајева за најбољег мушког глумца на Сарајевском филмском фестивалу 2007. године.
Запажене улоге остварио је и у ТВ серијама Вратиће се роде и Луд, збуњен, нормалан. Био је члан Камерног театра 55.
У марту 2019. због болести се повукао из представе Сећаш ли се Доли Бел, режисера Кокана Младеновића, у којој је требало да глуми Цвикераша. Након тога се ретко појављивао у јавности. Преминуо је 27. јануара 2023. године.

## Улоге

### Филмографија
| Год.       | Назив                        | Улога                  | Напомена              |
| ---------- | ---------------------------- | ---------------------- | --------------------- |
| 1970-е     |                              |                        |                       |
| 1975.      | Солиста и бетон              | —                      | кратки филм           |
| 1980-е     |                              |                        |                       |
| 1985.      | Отац на службеном путу       | кум (непотписан)       |                       |
| 1985.      | Аудиција                     | Чабаравдић             | ТВ филм               |
| 1986.      | Знак                         | —                      | ТВ серија             |
| 1987.      | Ово мало душе                | Латиф                  | ТВ филм               |
| 1987.      | Живот радника                | возач                  |                       |
| 1987.      | Хајде да се волимо           | Чаки                   |                       |
| 1989.      | Хајде да се волимо 2         | терапеут Чаки          |                       |
| 1989.      | Кудуз                        | Даиџа                  |                       |
| 1989.      | Пуки                         | —                      | ТВ филм               |
| 1990-е     |                              |                        |                       |
| 1990.      | Источно од истока            | —                      |                       |
| 1991.      | Брод плови за Шангај         | Споменка               | ТВ филм               |
| 1991.      | Са 204-272                   | Рака                   | ТВ филм               |
| 1992.      | Проклета је Америка          | —                      | сегмент Ружина освета |
| 1999.      | Непитани                     | —                      | ТВ филм               |
| 2000-е     |                              |                        |                       |
| 2001.      | Ничија земља                 | босански војник        |                       |
| 2003.      | Гори ватра                   | Хуснија                |                       |
| 2003.      | Љето у златној долини        | гранапџија             |                       |
| 2003.      | 42 1/2                       | Бошко                  | кратки филм           |
| 2005.      | Рам за слику моје домовине   | Драгољуб Нинковић Прцо | кратки филм           |
| 2005.      | Добро уштимани мртваци       | хармоникаш Момо        |                       |
| 2006.      | Све џаба                     | рецепционер            |                       |
| 2006.      | Нафака                       | Немања                 |                       |
| 2007.      | Тешко је бити фин            | Фудо                   |                       |
| 2007—2008. | Вратиће се роде              | Босанац                | ТВ серија, 12 еп.     |
| 2007—2009. | Луд, збуњен, нормалан        | Стјепан Мрвица         | ТВ серија, 49 еп.     |
| 2010-е     |                              |                        |                       |
| 2010.      | Лака лова                    | Стефановић             |                       |
| 2011.      | Парада                       | Ибро                   |                       |
| 2012.      | Лака лова 2                  | Радованов човек        |                       |
| 2012.      | Шангај                       | Сулиј Барјактариј      |                       |
| 2013.      | Лака лова 3                  | Драган                 |                       |
| 2015.      | Сабина К.                    | Мирсо                  |                       |
| 2016.      | Добродошли у Оријент експрес | Ник                    | ТВ серија, 1 еп.      |
| 2016.      | ЗГ 80                        | возач                  |                       |

### Спотови
- Зар је важно да л’ се пева или пјева — Лепа Брена (2017)[8]

## Награде
- Награда Срце Сарајева за најбољег глумца: 2007. (за улогу Фуда у филму Тешко је бити фин)[9]